# Cándido Conde Dixon
Cándido Conde Dixon (Ferrol, La Coruña, 1925 - Palma de Mallorca, 1997) fue un pintor y marino español, de la segunda mitad del siglo XX, instalado en Mallorca donde realizó una gran parte de su obra. Su dedicación principal fue el paisajismo, aunque también fue un interesante retratista. Su primera obra conocida se realizó en Ferrol.

## Reseña biográfica
Cándido Conde Dixon nació en Ferrol (La Coruña), el 23 de octubre de 1925, hijo de Luciano Conde Pumpido, Jurídico de la Armada, y Enid Dixon Jamieson, de nacionalidad inglesa, hija de un ingeniero de los astilleros de Ferrol. En 1945 ingresó en la Escuela Naval Militar de Marín, en el Cuerpo General de la Armada. Desempeñó numerosos destinos, a bordo de diversos buques, y en dependencias en tierra, entre ellos en Sidi Ifni. En 1972 fijó su residencia en Mallorca, donde pasó a la reserva con el empleo de capitán de fragata, y se dedicó por entero a la pintura.  

### Infancia
Cándido Conde Dixon pasó su primera infancia en Madrid, donde estudió en el Colegio del Pilar, y desde 1931 continuó sus estudios en Ferrol,  ciudad departamental a la que fue destinado su padre, y en la que vivió en el barrio de la Magdalena. En 1937 su familia se trasladó a Valladolid, al incorporarse su padre, ya General Auditor, al nuevo Consejo Supremo de Justicia Militar. Al finalizar la Guerra Civil, en 1939, se trasladó a Madrid, y en 1942 falleció su padre, cuando Cándido Conde Dixon tenía solo 17 años, lo que le dejó una profunda y dolorosa huella. 
Más tarde volvió a Ferrol, en la década de los cincuenta, ya como marino, y fue en esta ciudad en la que se inició como pintor, junto a ilustres pintores ferrolanos.  

### Formación y Primeros trabajos
Su primer maestro fue José González Collado, destacado pintor ferrolano,  que fue quien le ayudó a montar su primera exposición en el Ayuntamiento de Ferrol. Conde Dixon le consideraba "un gran maestro y un inolvidable compañero".  Más tarde, después de un período de ausencia de Ferrol, por sus ocupaciones como marino, y habiéndose trasladado González Collado a Madrid, Conde Dixon continuó su formación junto al pintor Ricardo Segura Torrella, la persona que Conde Dixon reconoce haber admirado de forma más abierta, y al que consideraba un gran dibujante y un pintor excelente, situado en primera fila de la pintura gallega. Él fue quien llevó al pintor y también marino, Juan Garcés Espinosa, al estudio de Ricardo Segura, poniéndolos en contacto. Todavía en Ferrol, recibió influencias de Valentín Castro y del gran paisajista Imeldo Corral.
Posteriormente, destinado ya en Cartagena, trabó relación con los pintores Enrique Navarro y Alonso Luzzy, y a través de ellos recibió las enseñanzas de Vicente Ros, el gran pintor cartagenero. En Cartagena Conde Dixon inauguró, con una exposición propia, la Galería de arte Zurbarán.
Una vez instalado en Mallorca, en lo que podemos considerar la etapa de madurez del artista, Conde Dixon trabó relación con Bernardino Celiá, un pintor paisajista muy cotizado en su tiempo, discípulo de Josep Ventosa, especializado en los paisajes de la costa norte mallorquina, a quien Conde Dixon acompañaba frecuentemente en sus excursiones pictóricas, y de quien aprendió a renovar los colores de su paleta, para poder captar la luz y la transparencia del aire de Mallorca.

### Segunda Etapa
Su consolidación como pintor se produjo en la etapa pasada en la isla de Mallorca, donde se instaló en 1972, y vivió hasta su fallecimiento en 1997. Como el mismo señala, después de pasearse por el naturalismo, el expresionismo, el cubismo y el fauvismo, se instaló en el impresionismo, estilo que caracteriza la mayor parte de su obra.

## Obra

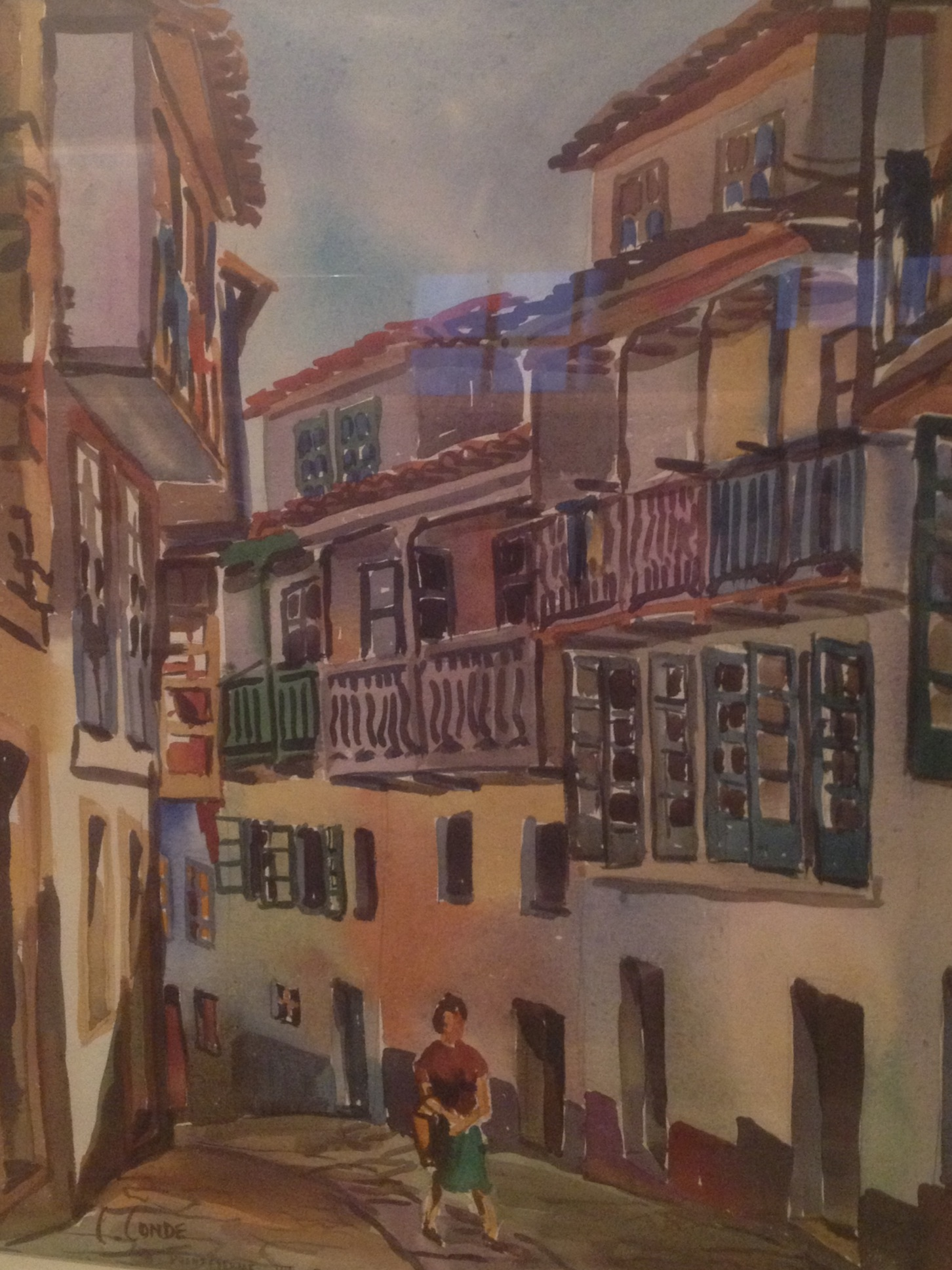
"Volviendo a casa", cuadro del pintor gallego Cándido Conde Dixon.

Entre sus numerosísimas pinturas, muchas de ellas recogidas en el libro "Olas y óleos",  pueden citarse "Otoño en Sóller", 1957, "Camarote a bordo", 1972,   "Verano en Cala Deyà", 1987, "Vista de la Cartuja de Valdemosa", 1987, o "Barranc Gorg Blau",  1989.
En su faceta de retratista, cabe destacar los retratos al óleo del Doctor Matas, Palma de Mallorca 1984, del Doctor Medina, Palma de Mallorca 1986, o del Doctor Alastuety, Palma de Mallorca 1987, así como el de su prima "Tere", Madrid, 1959.

## Producción del artista
El artista se caracteriza por su dedicación al paisajismo. En primer lugar a las marinas, pero también a las cañadas, los torrentes y los puertos. Fue también un interesante retratista. 
No apreciaba la participación en premios y concursos, pero realizó numerosas exposiciones individuales y colectivas. Entre las exposiciones individuales se pueden citar las realizadas en Ferrol en los años 1958, 1961 y 1962. En Palma de Mallorca en los años 1971 y 1987, en las Galerías Costa, Art Fama y L' Auba. En Sóller, entre 1971 y 1990, en la Galería Mora. En Inca en 1976. Y en Cala Dór, en la Galería Santa María del Mar, en más de veinte ocasiones.
Participó en exposiciones colectivas en Madrid, Barcelona, Palma de Mallorca, 
Sarasota (Florida, Estados Unidos), Cartagena y Ferrol. Existen obras suyas en el Museo Naval de Madrid, en el Museo de Arte Contemporáneo de Porreras, en la Colección Fomento del Turismo de Palma de Mallorca, en el Ayuntamiento de Sóller, en el Palacio Real de Tailandia y en numerosas colecciones privadas.